# Cirkusrevyen 2007
 Der er for få eller ingen kildehenvisninger i denne artikel, hvilket er et problem. Du kan hjælpe ved at angive troværdige kilder til de påstande, som fremføres i artiklen.

Cirkusrevyen 2007 var en meget succesfuld revy, der havde premiere den 22. maj i teltet på Bakken og sluttede den 1. september i Aalborg Kongres og Kultur Center. Den solgte 135.000 billetter[kilde mangler] og blev Årets revy ved Revyernes Revy. DVD'en blev optaget fredag den 8. august kl. 18 og 21.

## Medvirkende
- Lisbet Dahl
- Ulf Pilgaard
- Henrik Lykkegaard
- Ditte Hansen
- Andreas Bo Pedersen

## Balletten
- Camilla Skovgaard
- Tore Munch
- Anja Holmstrup Jørgensen
- Henrik Silas B. Winther
- Silas Victor Holst
- Marie Sol Sandberg
- Kristian Studsgaard
- Sandie de Fries

## Musikere
- James Price (Kapelmester)
- Thomas Erdinger
- Knud Erik Nørgaard
- Steve Howe
- Thomas Ovesen
- Peter Fältskog
- Søren Anker Nielsen

## Folk bag ved
- Instruktør : Lisbet Dahl
- Kapelmester : James Price
- Scenograf : Nina Schiøttz
- Koreograf : Zitta de Fries

## Numre
1. Akt
| Nr. | Navn                                    | Medvirkende                   |
| --- | --------------------------------------- | ----------------------------- |
| 1.  | Ren Harmoni                             | Alle                          |
| 2.  | Kropsvisitering                         | Lisbet og Ulf                 |
| 3.  | Dirigenten                              | Henrik og Andreas             |
| 4.  | Rosas mor og far                        | Ditte, Henrik og balletten    |
| 5.  | Mariannes svanesang                     | Lisbet                        |
| 6.  | En uddøende race                        | Henrik, Andreas, Ditte og Ulf |
| 7.  | Cirkus i cirkus                         | Balletten                     |
| 8.  | Cykelpræsten                            | Andreas                       |
| 9.  | Harry Orlando and his whistling fantasy | Henrik                        |
| 10. | Discount air                            | Ditte og Andreas              |
| 11. | Et lille kompromis                      | Ulf                           |
| 12. | Fotosession                             | Camilla, Sandie, Sol og Anja  |
| 13. | En lille charmenoffensiv                | Henrik                        |
| 14. | Palmer i Køge                           | Alle                          |

2. Akt
| Nr. | Navn                            | Medvirkende              |
| --- | ------------------------------- | ------------------------ |
| 15. | Succes med K på                 | Andreas og balletten     |
| 16. | En lille støttekoncert          | Ditte                    |
| 17. | Lig på bordet                   | Andreas, Henrik og Ulf   |
| 18. | Venindesnak                     | Lisbet og Ditte          |
| 19. | Tango for Astor                 | Balletten                |
| 20. | Far igen                        | Ulf                      |
| 21. | De stærkeste kvinder i byen     | Lisbet, Ditte og Andreas |
| 22. | En urpremiere                   | Alle                     |
| 23. | På utallige opfordringer        | Lisbet                   |
| 24. | Der hænger verden/Bare for sjov | Alle                     |

## Fodnoter
1. ↑  En 10 minutter lang parodi på Musical Matador og kommentar til tidens tendens med at opsætte musical-versioner af hvadsomhelst